# Galium marchandii
Galium marchandii är en måreväxtart som beskrevs av Johann Jakob Roemer och Schult.. Galium marchandii ingår i släktet måror, och familjen måreväxter. Inga underarter finns listade i Catalogue of Life.